# 彩羽虎紋鸚鵡
，是鸚形目舊世界鸚鵡科虎斑鸚鵡屬下的一種鳥類，主要棲息於巴布亞新幾內亞。

## 特徵
該物種的背部、翅膀和尾羽呈綠色，頭部呈紅色，眼睛呈黃色，臀部呈紅色，胸前有虎紋狀條紋。

## 習性
該物種是當地的常見鳥類，族群數量不少，在西部省、赫拉省、恩加省，南高地省，西高地省，欽布省、東高地省、莫雷貝省、中央省、北部省、米爾恩灣省等地都有分布。牠們棲息在海拔2,400-4,000米的山地或亞高山森林的灌木叢中，以植物種子、漿果為食。牠們喜歡群體生活，通常六隻為一組，並會與馬達拉斯虎斑鸚鵡雜居。

## 外部連結
- 维基共享资源上的相關多媒體資源：彩虎斑鸚鵡
- 維基物種上的相關：彩虎斑鸚鵡